# Gmina Stubičke Toplice
Gmina Stubičke Toplice ( Općina Stubičke Toplice) – gmina w Chorwacji, w żupanii krapińsko-zagorskiej. W 2011 roku liczyła 2805 mieszkańców.